# Porta-Marathon
Der Porta-Marathon war ein zwischen 2009 und 2011 im ostwestfälischen Kreis Minden-Lübbecke veranstalteter Marathon, der vorübergehend die Tradition des bis zum Jahr 2006 durchgeführten Minden-Marathons wiederbelebte.
Die Strecke führte durchgehend über flaches Gelände und war damit relativ schnell. Neben dem klassischen Marathon wurden auch ein Halbmarathon, ein 10-Kilometer-Lauf, ein Staffellauf und ein „Bambini“-Lauf für Kinder angeboten. Namensgeber des Porta-Marathon war die Möbelkette Porta mit Sitz in Porta Westfalica und Betreiberin eines großen „porta! Möbel“-Einrichtungshauses im Stadtteil Barkhausen. Im Jahr 2009 konnte das Unternehmen vom Kreis Minden-Lübbecke als Sponsor einer Nachfolgeveranstaltung für den Minden-Marathon gewonnen werden. Neben dem sportlichen Teil wurde ein buntes Rahmenprogramm in und um das Möbelhaus herum angeboten, mit Unterstützung des Mindener Stadtmarketing auch auf dem Marktplatz in Minden. Am dritten und letzten Porta-Marathon, der am 22. Mai 2011 stattfand, nahmen etwa 2.000 Läufer teil. Die sportliche Leitung hatte der Verein Eintracht Minden. 
Im Jahr 2012 zog sich der Hauptsponsor und -organisator Porta mit einer knappen Presseerklärung seines Geschäftsführers Achim Fahrenkamp zurück. Den für die Organisation rein ehrenamtlich tätigen Mitarbeitern des Unternehmens sei der Aufwand neben stetig wachsenden Aufgaben und unternehmensinternen Projekten zu viel geworden. Die Suche nach einem neuen Großsponsor verlief erfolglos.

## Siegerliste
Marathon
| Datum        | Zeit     | Sieger                                      | Zeit     | Siegerin                             |
| ------------ | -------- | ------------------------------------------- | -------- | ------------------------------------ |
| 17. Mai 2009 | 02:38:13 | Michael Schirrmacher (TuS Eintracht Minden) | 03:27:23 | Silvia Trdic                         |
| 30. Mai 2010 | 02:41:07 | Ole Krumsiek (TSVE Bielefeld)               | 03:02:42 | Silke Rösener (TuS Eintracht Minden) |
| 22. Mai 2011 | 02:40:19 | Stephen Wrapson (GBR)                       | 03:02:42 | Yvette Wrapson (GBR)                 |

Halbmarathon
| Datum        | Zeit     | Sieger                                      | Zeit     | Siegerin                             |
| ------------ | -------- | ------------------------------------------- | -------- | ------------------------------------ |
| 17. Mai 2009 | 01:17:29 | Wolfgang Vehlewald (TuS Eintracht Minden)   | 01:26:46 | Silke Rösener (TuS Eintracht Minden) |
| 30. Mai 2010 | 01:16:39 | Michael Schirrmacher (TuS Eintracht Minden) | 01:32:30 | Martina Sohl (Endspurt OWL)          |
| 22. Mai 2011 | 01:16:41 | Michael Schirrmacher (TuS Eintracht Minden) | 01:30:16 | Silke Rösener (TuS Eintracht Minden) |